# 조거
팽성왕 조거(彭城王 曹據, ? ~ ?)는 위(魏)의 황족이다.

## 생애
건안(建安) 16년(211), 범양후(范陽侯)에 봄해졌다. 건안 22년(217) 봉지를 옮겨 완후(宛侯)에 봉해졌고, 황초(黃初) 2년(221) 작위가 공(公)으로 승격되었다. 이듬해 장릉왕(章陵王)에 봉해졌고, 같은해에 봉지를 의양(義陽)으로 옮겼다.
문제(文帝)는 남쪽 땅은 지대가 낮고 습하며, 또 환태비(環太妃)가 팽성 사람인 것을 감안하여 다시 조거를 팽성(彭城)에 봉하였다. 이후 제음(濟陰)으로 봉지를 옮겼고, 황초 5년에 조서를 내려 조거의 봉지를 정도현(定陶縣)으로 옮겼다.
태화(太和) 6년(232) 왕들을 다시 봉하면서 모든 군(郡)을 국(國)으로 격상시켰고, 조거는 다시 팽성에 봉해졌다.
경초(景初) 원년(237), 사사로이 사람을 중상방(中尙方)으로 보내 나라에서 금지하는 물품을 만든 죄로 봉읍 2,000호를 깎였다.
경초 3년(239)에 봉읍을 되돌려받았고, 정원(正元) · 경원(景元) 연간에 봉지가 더해져 모두 4,600호를 받았다.

## 같이 보기
- 삼국지 인물 목록